# Eusebio Haliti
Eusebio Haliti (Scutari, 1º gennaio 1991) è un ostacolista e velocista italiano di origine albanese, vincitore di 9 titoli nazionali: uno assoluto sui 400 m hs, un altro universitario sui 400 m e sette giovanili tra ostacoli (4) e piani (3).

## Biografia
Nato nel 1991 in Albania dove rimane sino all'età di 9 anni, si trasferisce poi con la famiglia in Italia dove inizia a praticare sport, prima calcio e poi dal 2003 comincia con l'atletica.
Dopo essere stato assente ad entrambi i campionati italiani cadetti nel biennio di categoria 2005-2006, vince le sue prime medaglie italiane ed anche il suo primo titolo nazionale giovanile già nel 2007 agli italiani allievi: bronzo nei 400 m indoor ed oro sui 400 m hs. 
 Doppia medaglia d'oro nel 2008 ai campionati italiani allievi con vittoria sia nei 400 m indoor che sui 400 m hs.
Nel 2010 vince il titolo italiano juniores sui 400 m indoor e giunge quarto nei 400 m.
Bis di titoli nazionali nel 2011, col successo sia ai campionati italiani universitari nei 400 m che ai nazionali promesse sui 400 m hs. Invece è stato squalificato nella finale dei 400 m indoor agli italiani promesse.
Vince poi tre medaglie nel 2012, con la prima agli assoluti: ai campionati italiani indoor congiunti assoluti e promesse, vince il bronzo tra gli assoluti e l'argento nelle promesse; inoltre diventa vicecampione nazionale promesse sui 400 m hs.
Durante l'estate del 2012 ha ottenuto la cittadinanza italiana e l'anno seguente ha rappresentato l'Italia gareggiando in quattro manifestazioni internazionali, tre seniores ed una di categoria: agli Europei indoor di Göteborg in Svezia è uscito in batteria sui 400 m; ai Giochi del Mediterraneo in Turchia a Mersin ha concluso al quinto posto sui 400 m hs; agli Europei under 23 svoltisi a Tampere in Finlandia non ha superato la batteria dei 400 m hs; infine ai Mondiali in Russia a Mosca non è riuscito a qualificarsi per la finale con la staffetta 4x400 m.
Poker di medaglie con due titoli nel 2013: vittoria sia campionati italiani assoluti che ai nazionali promesse, bronzo ed argento agli italiani indoor rispettivamente assoluti e promesse.
Nel biennio 2014-2015 gareggia ad entrambi i campionati italiani assoluti, uscendo in batteria a Rovereto e vincendo la medaglia di bronzo a Torino.
Durante l'estate del 2015 ha gareggiato in rappresentanza dell'Italia sia agli Europei a squadre di Čeboksary (Russia) terminando ottavo con la staffetta 4x400 m, che alle Universiadi di Gwangju nella Corea del Sud uscendo in semifinale.
Nel giugno del 2016 ha disputato la finale ali assoluti di Rieti giungendo al quinto posto.

## Record nazionali

### Albanesi
Seniores
- 200 metri piani: 21”51 ( Bari, 6 giugno 2010)
- 400 metri piani: 46”78 ( Ginevra, 28 maggio 2011)
- 400 metri indoor: 47”64 ( Vienna, 31 gennaio 2012)

### Italiani
Allievi
- 400 metri ostacoli (91 cm straniero): 52"31 ( Barletta, 4 settembre 2008)[1]
- 400 metri indoor (straniero): 48"86 ( Ancona, 12 gennaio 2008)[2]

## Progressione

### 400 metri piani
| Stagione | Tempo | Luogo     | Data      | Rank. Mond. |
| -------- | ----- | --------- | --------- | ----------- |
| 2016     | 47"50 | Pavia     | 1-5-2016  | -           |
| 2015     | 47"13 | Matera    | 9-5-2015  | -           |
| 2013     | 47"82 | Torino    | 8-6-2013  | -           |
| 2012     | 47"45 | Acquaviva | 19-5-2012 | -           |
| 2011     | 46"78 | Ginevra   | 28-5-2011 | -           |
| 2010     | 47"05 | Venosa    | 3-7-2010  | -           |
| 2009     | 47"16 | Erba      | 16-6-2009 | -           |
| 2008     | 47"89 | Avellino  | 11-6-2008 | -           |
| 2007     | 49"45 | Matera    | 18-7-2007 | -           |

### 400 metri piani indoor
| Stagione | Tempo | Luogo  | Data      | Rank. Mond. |
| -------- | ----- | ------ | --------- | ----------- |
| 2015     | 48"28 | Ancona | 25-1-2015 | -           |
| 2013     | 47"24 | Ancona | 20-1-2013 | -           |
| 2012     | 47"64 | Vienna | 31-1-2012 | -           |
| 2011     | 47"73 | Ancona | 8-1-2011  | -           |
| 2010     | 48"98 | Ancona | 13-2-2010 | -           |
| 2009     | 47"97 | Ancona | 25-1-2009 | -           |
| 2008     | 48"86 | Ancona | 12-1-2008 | -           |
| 2007     | 50"49 | Genova | 24-2-2007 | -           |

### 400 metri ostacoli
| Stagione | Tempo | Luogo      | Data      | Rank. Mond. |
| -------- | ----- | ---------- | --------- | ----------- |
| 2016     | 50"73 | Orvieto    | 26-5-2016 | -           |
| 2015     | 50"21 | Torino     | 26-7-2015 | -           |
| 2014     | 50"57 | Salisburgo | 24-5-2014 | -           |
| 2013     | 49"85 | Milano     | 28-7-2013 | -           |
| 2012     | 50"91 | Acquaviva  | 20-5-2012 | -           |
| 2011     | 50"46 | Napoli     | 12-6-2011 | -           |
| 2010     | 54"58 | Orvieto    | 26-9-2010 | -           |
| 2009     | 51"60 | Pavia      | 10-5-2009 | -           |
| 2008     | 51"73 | Bari       | 25-5-2008 | -           |
| 2007     | 53"82 | Osimo      | 23-6-2007 | -           |

## Palmarès
| Anno | Manifestazione          | Sede     | Evento      | Risultato  | Prestazione | Note  |
| ---- | ----------------------- | -------- | ----------- | ---------- | ----------- | ----- |
| 2013 | Europei indoor          | Göteborg | 400 m piani | Batteria   | 47"93       | [ 3 ] |
| 2013 | Giochi del Mediterraneo | Mersin   | 400 m hs    | 5º         | 50"51       | [ 3 ] |
| 2013 | Europei under 23        | Tampere  | 400 m hs    | Batteria   | 51"25       | [ 3 ] |
| 2013 | Mondiali                | Mosca    | 4×400 m     | Batteria   | 3'03"88     | [ 3 ] |
| 2015 | Universiadi             | Gwangju  | 400 m hs    | Semifinale | 51"47       | [ 4 ] |

## Campionati nazionali
- 1 volta campione italiano assoluto sui 400 m hs (2013)
- 1 volta campione italiano universitario sui 400 m (2011)
- 2 volte campione italiano promesse sui 400 m hs (2011, 2013)
- 1 volta campione italiano juniores dei 400 m (2010)
- 1 volta campione italiano juniores indoor dei 400 m (2010)
- 1 volta campione italiano allievi indoor nei 400 m (2008)
- 2 volte campione italiano allievi sui 400 m hs (2007, 2008)

2007
- Bronzo ai Campionati italiani allievi-juniores-promesse indoor, (Genova), 400 m - 50"68[5]
- Oro ai Campionati italiani allievi e allieve, (Cesenatico), 400 m hs - 54"15[6]

2008
- Oro ai Campionati italiani allievi-juniores-promesse indoor, (Ancona), 400 m - 49"02[7]
- Oro ai Campionati italiani allievi e allieve, (Rieti), 400 m hs - 52"59[8]

2010
- Oro ai Campionati italiani allievi-juniores-promesse indoor, (Ancona), 400 m - 48"98[9]
- 4º ai Campionati italiani juniores e promesse, (Pescara), 400 m - 48”09[10]

2011
- In finale ai Campionati italiani allievi-juniores-promesse indoor, (Ancona), 400 m - dq[11]
- Oro ai Campionati nazionali universitari, (Torino), 400 m - 47"01[12]
- Oro ai Campionati italiani juniores e promesse, (Bressanone), 400 m hs - 51"17[13]

2012
- Bronzo ai Campionati italiani assoluti e promesse indoor, (Ancona), 400 m - 48"10 (assoluti)[14]
- Argento ai Campionati italiani assoluti e promesse indoor, (Ancona), 400 m - 48"10 (promesse)[15]
- Argento ai Campionati italiani juniores e promesse, (Misano Adriatico), 400 m hs - 51"42[16]

2013
- Bronzo ai Campionati italiani assoluti e promesse indoor, (Ancona), 400 m - 47"57 (assoluti)[17]
- Argento ai Campionati italiani assoluti e promesse indoor, (Ancona), 400 m - 47"57 (promesse)[18]
- Oro ai Campionati italiani juniores e promesse, (Rieti), 400 m hs - 51"06[19]
- Oro ai Campionati italiani assoluti, (Milano), 400 m hs - 49"85[20]

2014
- In batteria ai Campionati italiani assoluti, (Rovereto), 400 m hs - 52"34[21]

2015
- Bronzo ai Campionati italiani assoluti, (Torino), 400 m hs - 50"21[22]

2016
- 5º ai Campionati italiani assoluti, (Rieti), 400 m hs - 51”09[23]

2020
- Argento ai campionati italiani assoluti, 400 m hs - 51"48

## Altre competizioni internazionali
2015
- 8º agli Europei a squadre, ( Čeboksary), 4×400 m - 3'06"71[24]